# توگایوو
توگایوو (انگلیسی: Tugayevo) یک شهرک در شهرستان بوزدیاکسکی باشقیرستان کشور روسیه است.